# Idioma tobelo
Tobelo es una lengua Papú occidental hablada al norte de la isla Halmahera en Indonesia.

## Fonología
Los fonemas que registra el tobelo son los siguientes:

### Consonantes
|             |             | Bilabiales | Alveolares | Palatales | Velares | Glotales |
| ----------- | ----------- | ---------- | ---------- | --------- | ------- | -------- |
| Oclusivas   | sordas      | p          | t          | (tʃ)      | k       |          |
| Oclusivas   | sonoras     | b          | d          |           | ɡ       |          |
| Africadas   | sordas      |            |            | (ʧ)       |         |          |
| Africadas   | sonoras     |            |            | dʒ        |         |          |
| Nasales     | Nasales     | m          | n          | ɲ         | ŋ       |          |
| Fricativas  | Fricativas  | (f)        |            | ɕ         |         | h        |
| Líquidas    | laterales   |            | l          | ʎ         |         |          |
| Líquidas    | vibrante    |            | r          |           |         |          |
| Semivocales | Semivocales | w          |            | (j)       |         |          |

Las consonantes entre paréntesis sólo aparecen en algunos dialectos.

### Vocales
|          | Anteriores | Centrales | Posteriores |
| -------- | ---------- | --------- | ----------- |
| Cerradas | i          |           | u           |
| Medias   | e~ɛ        |           | o           |
| Abiertas |            | a         |             |

## Direccionales
El tobillo se caracteriza por un sistema direccional. Diferentes sufijos indican la dirección hacia la cual el sujeto se dirige.
| Dirección | Sufijo | Sufijo |
| --------- | ------ | ------ |
| tierra    | -iha   |        |
| mar       | -oko   |        |
| mar       | -ilye  |        |
| abajo     | -uku   |        |
| sobre     | -ika   |        |